# Пограничная зона
Пограничная зона или Зона пограничная — участок местности в виде полосы земли вдоль границы государства и территории, где ограничено свободное передвижение людей и любая хозяйственная деятельность. 
Согласно законодательству отдельных государств, погранзона служит интересам создания необходимых условий охраны государственной границы. Не следует путать с охраняемыми природными территориями (заповедниками и национальными парками), куда ограничен или закрыт доступ публики, а также автономными образованиями, куда может требоваться специальное разрешение.
Практика введения пограничных зон существует как в некоторых развитых государствах, так и в государствах третьего мира.
В настоящее время многие европейские государства отменили практику ограничения доступа как собственных граждан, так и иностранцев, к государственной границе, что напрямую связано с существованием многолетнего безвизового режима между этими государствами. Очень узкая пограничная зона сохраняется на Кипре, вдоль демаркационной линии, разделяющей греческую и турецкую общины острова. Существует пограничная зона в Финляндии на границе с Россией, которая по финским законам может простираться до четырёх километров от линии границы по воде (в Финском заливе это соответствует реальности) и до трёх километров по земле (на практике размер погранзоны по земле варьируется от 0,4 до 2,5 километров).
Погранзона в некоторых государствах оборудуется инженерными сооружениями.

## Погранзона в Союзе ССР
Пограничная зона в СССР существовала с 1934 года.
В 1970-е годы в пограничную зону Союза ССР входили территории: Дальний Восток (Приморский край, Сахалинская область, Камчатка, Магаданская область, Чукотский полуостров), всё северное побережье (включая такие далекие от собственно берега города, как Норильск), большие полосы на западе (включая, например, Кронштадт, Севастополь, острова Хийумаа и Сааремаа), в Средней Азии (вся Горно-Бадахшанская автономная область, большая часть территории Киргизии) и на южной границе Сибири (например, большая часть Тувы).

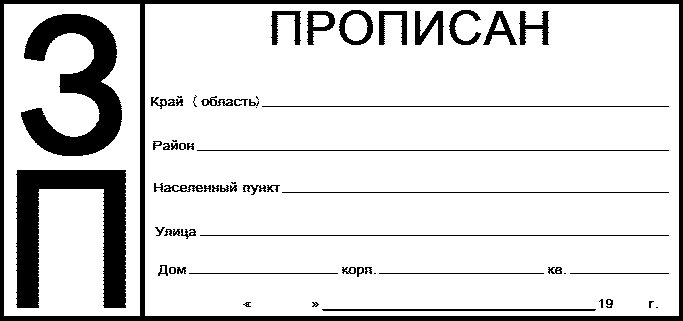
Штамп о прописке с буквами «ЗП», ставился в паспортах граждан СССР, проживавших в пограничной зоне.

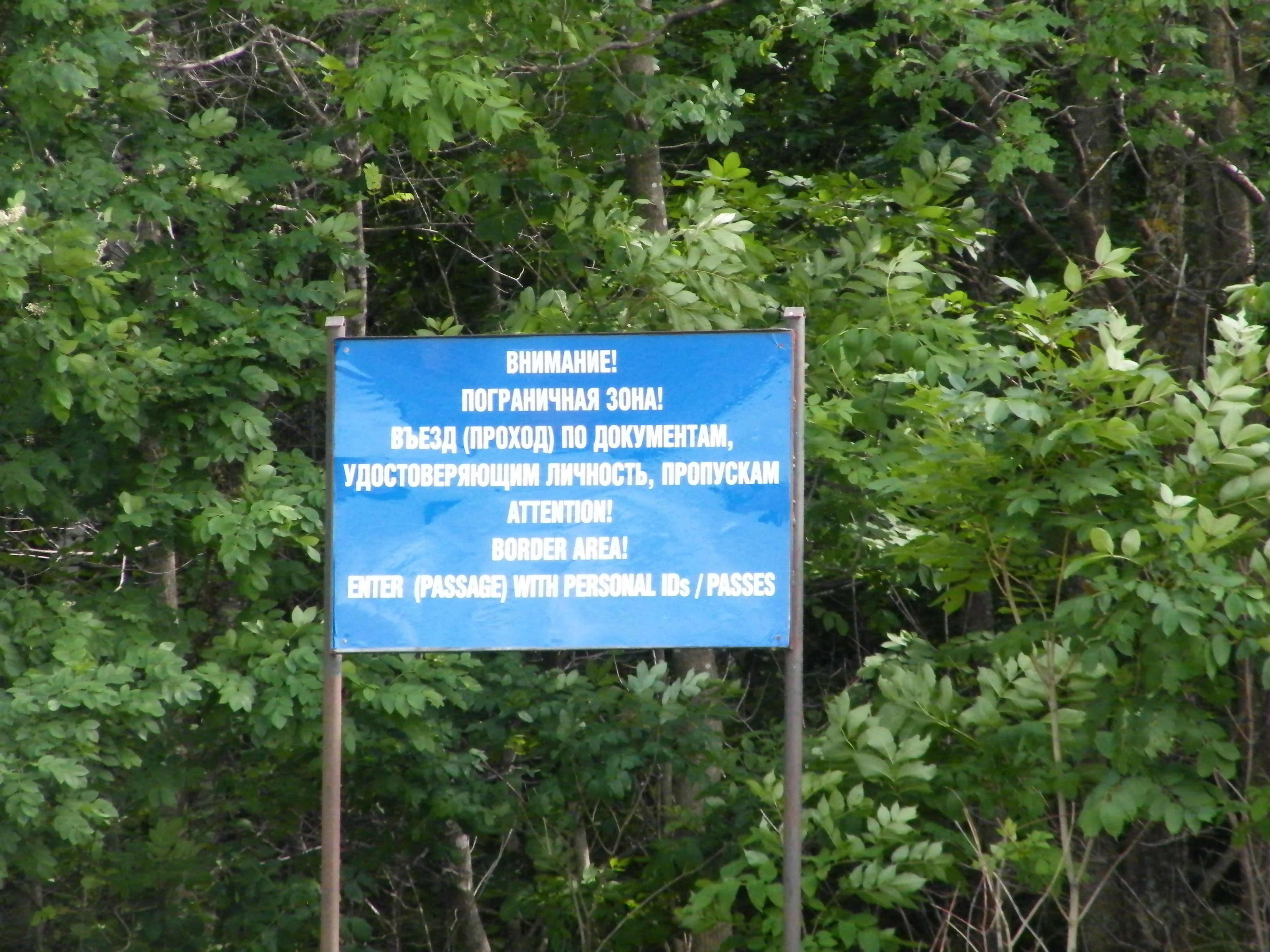
Указатель перед пограничной зоной между сёлами Бычиха и Казакевичево, Хабаровский район.

Для доступа на эти территории гражданам Советского Союза необходимо было получать пропуск. Пропуск можно было получить в отделении милиции по месту жительства, при предъявлении следующих документов: командировочное удостоверение — для деловых поездок, приглашение — для посещения родственников и знакомых, постоянно живущих в пограничной зоне, маршрутные документы — для зарегистрированных туристических групп (незарегистрированные группы в пограничную зону не допускались). Лицам, постоянно проживающим в пограничной зоне (имевшим в паспорте соответствующий штамп о прописке, на штампе имелись буквы ЗП (зэ-пэ) — «зона пограничная») не требовался пропуск на их место жительства, но требовался пропуск в другие пограничные зоны. Этот пропуск они получали на общих основаниях. Без пропуска в пограничную зону, как правило, невозможно было купить билет на самолёт, поезд или междугородний автобус до остановки, находящейся в пограничной зоне. На въезде в пограничную зону на пригородных автобусах или самостоятельно на автомобиле производилась тотальная проверка документов.
В связи с тем, что согласно Постановлению Совета Министров СССР О государственной границе С от 17 февраля 1983 г. «О мерах по обеспечению выполнения Закона СССР „ССР“» в пограничную зону вошла значительная часть территории страны (более 3640 тыс. км², или примерно 16,4 % территории) и установленные в этой зоне режимные меры сдерживали экономическое, хозяйственное развитие приграничных районов, ограничивали права советских граждан, затрудняли общение между людьми, назрела необходимость снятия режимных ограничений. КГБ СССР в соответствии с поручением от 24 января 1989 г. по выполнению обязательств, вытекающих для СССР из Венских договоренностей, поручением Совета Министров СССР от 12 июня 1989 г. N П-13752, по согласованию с Советами министров всех союзных республик, МВД СССР, МИД СССР, Минобороны СССР, Минюстом СССР и Прокуратурой СССР были подготовлены предложения о сокращении пограничной зоны. Советом Министров СССР 27 ноября 1990 г. было принято Постановление «О внесении изменений и дополнений в Постановление Совета Министров СССР от 17 февраля 1983 г.» «О мерах по обеспечению выполнения Закона СССР „О государственной границе СССР“», которым упразднялась пограничная зона на границе со странами социалистического лагеря.

## История пограничной зоны в России

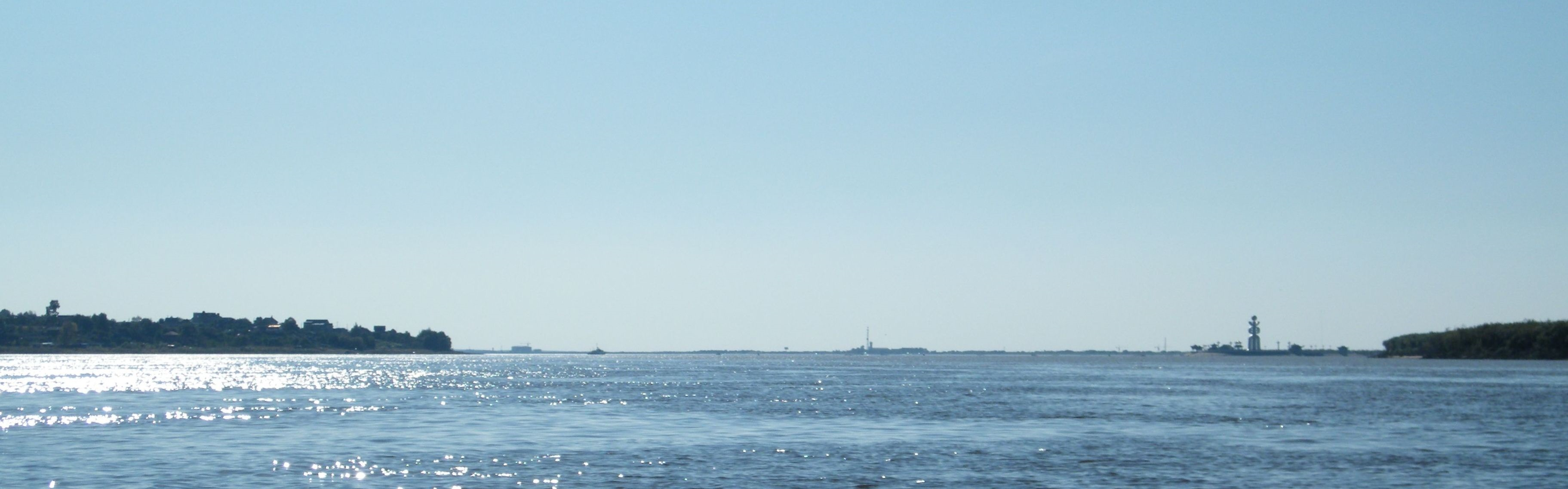
Российско-китайская граница в 40 км от Хабаровска: слева село Казакевичево, находится в пограничной зоне. Справа Китай. Вид с акватории Амурской протоки.

В мае—июне 1991 года были открыты для свободного посещения некоторые пограничные зоны в самой России, например, Камчатка, Сахалинская область. Вместе с тем, погранзоны с другими странами (Финляндия) не только не были упразднены, но их размеры и режим пребывания нисколько не были смягчены.
1 апреля 1993 года был принят Закон о Государственной Границе, по которому понятие «пограничная зона» было отменено. Вместо этого устанавливалась пограничная полоса вдоль всей границы Российской Федерации, ширина которой не должна была превышать 5 км. В эту полосу мог быть ограничен доступ граждан. Кроме того, там была запрещена хозяйственная деятельность без согласования с ФСБ. На практике, закрытой для посещения оказалась значительно меньшая часть России, включающая в основном закрытые военные города и поселки, а также удаленные острова, как Курильские и Командорские. Вместе с тем, погранзона под Выборгом (Ленинградская область, финская граница) формально по-прежнему сохранялась и её размер составлял 70 км от линии границы, фактически же КПП за Выборгом был демонтирован.
Закон 1993 года содержал большую опасность, оставляя погранзоны в совместном ведении федеральных пограничных структур и местных властей, утверждая разделенную ответственность. Самым вопиющим стало решение Президента Якутии, установившего погранзону 2200 км.
В 2004 году Президент России В. Путин, внезапно лично появившийся на коллегии ФСБ по северо-западу, дал наставление снять погранзону у Выборга, что в течение нескольких недель было выполнено (фактически, но не юридически — формально погранзона осталась). После этого при движении из России в сторону Евросоюза на автомобиле первый пост пограничников стало можно встретить в 10 км от линии границы, а не в 40-70 км, как было до этого, однако, в 2009 году тыловые погранпосты у Выборга были восстановлены.
В 2004 году Государственная Дума внесла изменения в закон о государственной границе. Из закона было изъято упоминание о пятикилометровом пределе, а также ФСБ была наделена правом устанавливать границу пограничной зоны и правила пограничного режима приказами без согласования с законодателями и местными властями, что вызвало понятные опасения у многих наблюдателей. Первые приказы о погранзонах были выпущены за подписью директора ФСБ Н. Патрушева. Пределы пограничной зоны были установлены вдоль всех границ Российской Федерации, за исключением границы с Белоруссией. Во многих случаях, особенно на восточной и северной границах, в пограничную зону вошли территории, отстоящие от государственной границы много дальше, чем на пять километров, иногда до двухсот километров. В пограничную зону попали многие места традиционного отдыха, особенно в Ленинградской области, Карелии, Приморском крае, на Кавказе (Приэльбрусье), важнейшие коммуникации (автодорога из Петербурга в Сортавалу, из Петербурга в Мурманск), крупные города (Орск, Новотроицк), а также территории, вовсе не примыкающие к государственной границе (Терский берег Белого моря). В ноябре 2006 года был опубликован приказ ФСБ «Об утверждении правил пограничного режима», по которому предписывалось получение пропусков не по месту жительства (как во времена СССР), а в том региональном управлении ФСБ, к которому относится пограничная зона.
В 2007 году ФСБ значительно скорректировало размеры погранзон, убрав самые одиозные моменты. В частности за всю историю наблюдений впервые для свободного посещения стал открыт северный берег Ладоги, а также другие значительные территории в Республике Карелия.
На начало 2009 года можно говорить о восстановлении погранзон на границах России—Евросоюз в советском варианте и сохранением таковых на террористически или иммиграционно опасных направлениях (Кавказ, Китай).
В 2013 году в силу вступил приказ ФСБ № 515, согласно которому гражданам Российской Федерации пропуск требуется лишь для посещения 5-километровой приграничной полосы, а для въезда (прохода) на остальную территорию погранзоны требуется лишь паспорт.

## Новшества с 1 января 2018 года
В 2017 году директором ФСБ РФ были изданы два приказа — от 7 августа 2017 г. № 454 «Об утверждении Правил пограничного режима» и № 455 «Об утверждении административного регламента ФСБ РФ по предоставлению государственной услуги по выдаче пропусков для въезда (прохода) лиц и транспортных средств в пограничную зону, разрешений на хозяйственную, промысловую и иную деятельность, проведение массовых общественно-политических, культурных и других мероприятий, содержание и выпас скота в пограничной зоне, промысловую, исследовательскую, изыскательскую и иную деятельность в российской части вод пограничных рек, озёр и иных водных объектов, где установлен пограничный режим».
Оба документа вступили в силу 1 января 2018 года, заменив собой действующие ранее.
Новые правила режима полностью переписаны, стали значительно понятней и короче. В первых же новеллах указано, что в любую точку погранзоны, отстоящую от линии границы либо погранпобережья дальше, чем 5 км граждане РФ допускаются свободно, но должны иметь внутренний общегражданский паспорт. Такая норма действовала с 2013 года, но была глубоко закопана в старых правилах, теперь же располагается в самом начале документа. Исключения сохраняется в том случае, если инженерные заграждения установлены от границы далее, чем 5 км (на практике — в труднодоступных лесных районах на севере Республики Карелия — до 8 км, в горах Алтая — до 20 км); в таких случаях без пропусков россиянин может подходить вплотную к линии заграждений.
Любые граждане РФ, имеющие регистрацию по месту жительства в любой точке Калининградской области, могут свободно перемещаться по всей погранзоне в России, даже, например, на Чукотке.
Граждане РФ и Белоруссии могут свободно находиться в любой точке погранзоны у российско-белорусской границы.
Для посещения 5-километровой полосы гражданином РФ по-прежнему годится любая командировка. Теперь командировка, выданная для посещения даже одной деревни, даёт право на нахождение по 5-километровой полосе в пределах всего «муниципального района (городского округа)», то есть имеющий командировку в одну из деревень в погранзоне Гдовского района (Псковская область), теперь может по ней же посещать всё пограничное побережье Чудского озера, длиной более 100 км, поскольку всё оно находится в том же Гдовском районе.
Новые правила отказались от требования безостановочного транзита, которых действовали в период 2013—2017 гг.. Транзит по-прежнему допускается лишь по путям сообщения, каковыми являются любая дорога, пригодная для автомобиля данного класса и любая тропа, пригодная для велосипеда, по мнению самого велосипедиста. Такой транзит должен вестись кратчайшим путём. Новые правила впрямую разрешают «остановку для пользования объектами дорожного сервиса», то есть переночевать в придорожном мотеле отныне можно без погранпропуска и в 5-км полосе.
Изменились правила фото- и видеосъёмки в пограничной зоне. Теперь они распространяются на всю пограничную зону (обычно 30-70 км), а не на 5-километровую полосу, как в прошлой редакции. При этом запрещается не любая фото и видеосъёмка, а лишь «пограничных нарядов, пограничных знаков, инженерно-технических сооружений, других объектов пограничных органов», также теперь официально разрешено проводить фото и видеосъёмку территории сопредельного иностранного государства.
Новый административный регламент также ввёл некоторые улучшения. По-прежнему пропуска выдаются через портал государственных услуг бесплатно и приходят заказчику по почте. Они почти всегда оформляются сразу на весь субъект РФ и, как правило, сроком на 1 год, причём теперь не позднее, чем за 15 рабочих дней (=21 день) — ранее срок оформления был более долгим (30 дней).

## Пограничная зона в России, города закрытого доступа

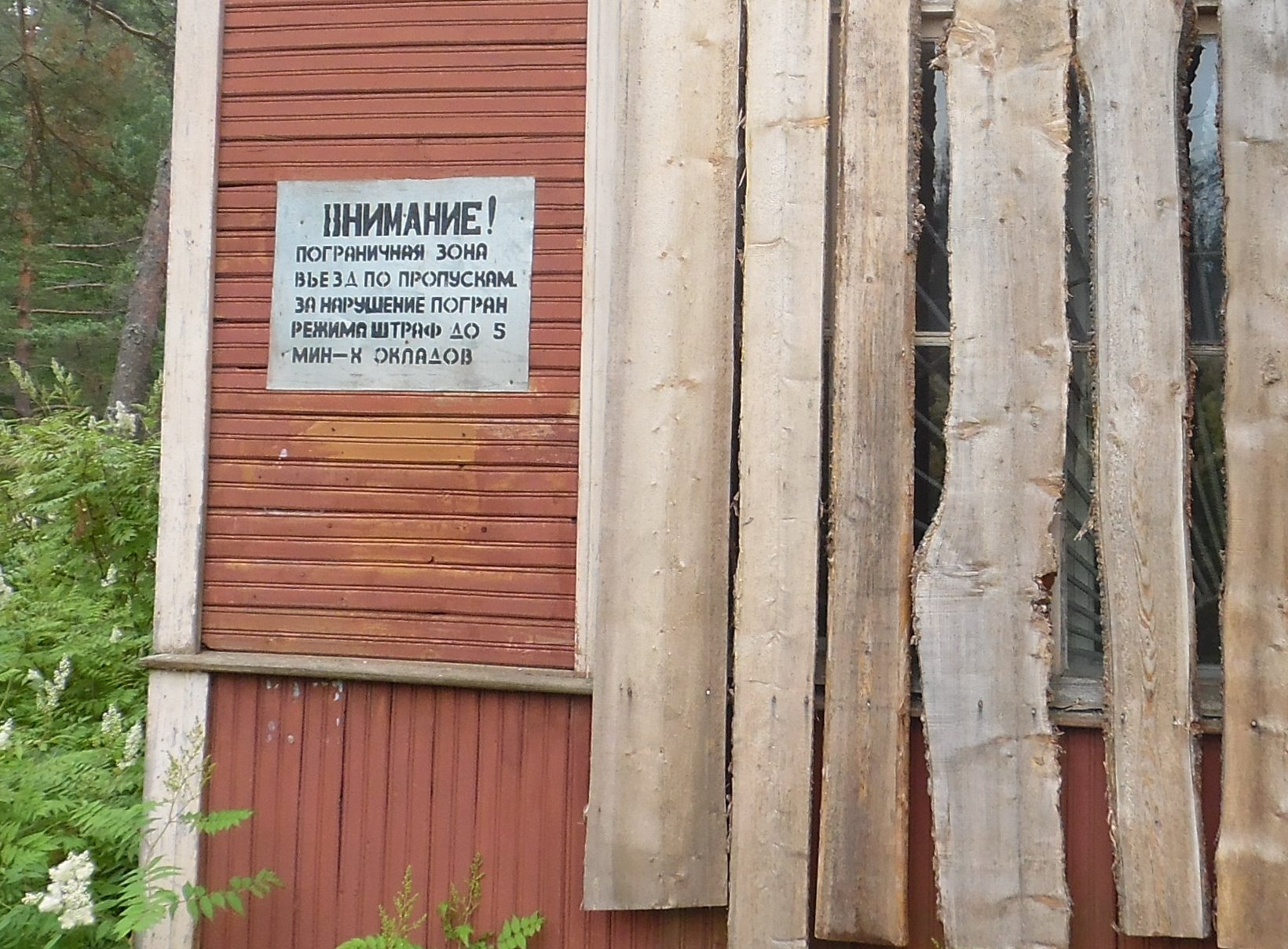
Объявление о въезде в погранзону на здании заброшенного вокзала станции Краснофлотск, Ломоносовский район

Пограничная зона в настоящий момент установлена в 46 регионах России. Практика выполнения приказа о пограничном режиме различается: в ряде мест документы не проверяют совсем, в некоторых местах проверяют, но пропускают по предъявлении российского паспорта, в большинстве требуют пропуск. С 2013 года в любом случае для посещения пограничной зоны не ближе 5 км до линии границы или пограничного побережья гражданину России требуется лишь внутренний российский паспорт. Исключения составляют труднодоступные местности, где линия инженерных заграждений отстоит от границы более, чем 5 км (например: у Ташанты — 20 км): в таких случаях граждане России свободно допускаются до линии этих заграждений.
Для иностранных граждан и лиц без гражданства режим посещения погранзоны сохранился прежний.
Мурманская область: в пограничную зону включены полоса шириной 15 км вдоль побережья и сухопутной границы, острова в Баренцевом море, а также города и посёлки городского типа Видяево, Заозерск, Островной, Полярный, Североморск, Скалистый, Снежногорск. Однако в Печенгском районе погранзона располагается от границы до рубежа инженерных сооружений.
Республика Карелия: осталась лишь узкая полоса вдоль границы.
Ленинградская область: Ивангород, город Сосновый Бор и побережье Финского залива вокруг него, острова акватории Финского залива (кроме Котлина), полоса вдоль финской и эстонской границы (куда входит город Светогорск, посёлки Кондратьево, Лесогорский, Торфяновка).
Псковская область: побережье Псковско-Чудского озера, полоса вдоль сухопутной границы с Эстонией и Латвией (город Печоры не включён). С 1-го февраля 2017 года погранзона установлена также вдоль границы с Белоруссией.
Смоленская область: полоса местности вдоль границы с Белоруссией.
Брянская область: полоса местности вдоль границы в Белоруссией и Украиной, включает памятники архитектуры — деревянные церкви в селах Новый Ропск и Старый Ропск.
Курская область: узкая полоса вдоль границы.
Белгородская область: полоса вдоль границы, включающая районный центр посёлок городского типа Ровеньки.
Воронежская область: полоса вдоль границы, включающая районный центр, посёлок городского типа Кантемировка.
Ростовская область: полоса вдоль границы.
Краснодарский край: полоса вдоль границы с Абхазией и острова.
Карачаево-Черкесская республика: полоса вдоль Кавказского хребта, включающая село Архыз с археологическими и архитектурными памятниками, верховья реки Кубань — популярный туристический район, а также село Верхняя Теберда, перекрывая, тем самым, дорогу в Домбай и Тебердинский заповедник.
Кабардино-Балкарская республика: полоса вдоль Главного Кавказского Хребта, включающая Эльбрус. Верхний Баксан, Верхний Чегем и Безенги в пограничную зону не входят.
Республика Северная Осетия — Алания: полоса гор шириной до 40 километров от границы.
Республика Ингушетия: полоса гор вдоль границы.
Чеченская Республика: полоса гор шириной до 30 километров от границы.
Республика Дагестан: полоса Горного Дагестана шириной до 40 км, включающая, среди прочего, райцентры Бежта, Кидеро, а также все побережье Каспийского моря, за исключением городов Махачкала, Дербент, Избербаш, Каспийск и Дагестанские Огни.
Республика Калмыкия: побережье и острова Каспийского моря.
Астраханская область: побережье Каспийского моря, примыкающая к Каспийскому морю часть дельты Волги, включая памятник истории и архитектуры — маяк в селе Вышка, а также полоса между границей с Казахстаном и железной дорогой, ширина которой доходит в Харабалинском районе до 60 километров. Эта полоса целиком включает памятник природы и место отдыха — гору Богдо и озеро Баскунчак.
Волгоградская область: полоса вдоль границы, исключающая памятник природы и место отдыха — озеро Эльтон.
Саратовская область: узкая полоса вдоль границы.
Самарская область: область касается границы в одной точке, погранзона включает непосредственно примыкающее к этой точке сельское поселение.
Оренбургская область: полоса вдоль границы шириной до 20 километров, в которую попадает районный центр Илек.
Челябинская область: полоса вдоль границы в пределах приграничных сельских поселений глубиной до 20 км.
Курганская область: полоса вдоль границы до 10 км шириной, включающая села, райцентры Звериноголовское, Половинное.
Тюменская область: полоса вдоль границы до 20 км шириной, включающая несколько крупных озёр на востоке Озерного Края.
Омская область: полоса вдоль границы.
Новосибирская область: полоса вдоль границы.
Алтайский край: полоса вдоль границы, включающая город Горняк.
Республика Алтай: существенный пояс гор вдоль границ с Казахстаном, Китаем и Монголией, включающий Чуйские Белки и поселок Джазатор — популярный туристический район.
Республика Тува: широкая полоса вдоль монгольской границы, среди прочего, включающая районные центры Хандагайты и Эрзин, а также уникальные природные объекты — Убсунурскую котловину и верховья Малого Енисея.
Республика Бурятия: полоса шириной до 25 км вдоль границы, включающая города Закаменск и Кяхта, а также часть туристического района Восточного Саяна (гора Мунку-Сардык).
Забайкальский край: полоса шириной в основном 25 км вдоль границы, включающая районные центры Кыра, Забайкальск и Приаргунск.
Амурская область: полоса между рекой Амур и Транссибирской железнодорожной магистралью, за исключением окрестностей Благовещенска, не включенных в пограничную зону. Ширина полосы в некоторых местах превышает сто километров.
Еврейская автономная область: полоса вдоль Амура, включающая районные центры Амурзет и Ленинское.
Хабаровский край: полоса вдоль границы с Китаем.
Приморский край: включена полоса между рекой Уссури и Транссибирской магистралью, города Лесозаводск и Спасск-Дальний), окрестности озера Ханка и полоса вдоль китайской и корейской границ.
Сахалинская область: Все острова (кроме Сахалина), включая Курильские.
Камчатский край: Все острова, кроме острова Беринга.
Магаданская область: Все острова (в 2020 году приказ о пределах погранзоны утратил силу).
Чукотский автономный округ: Острова Ратманова, Врангеля и Геральд.
Республика Саха (Якутия): Новосибирские острова, Медвежьи острова, остров Песчаный.
Красноярский край: городские поселения Диксон и Дудинка, сельские поселения Караул и Хатанга. Это огромная часть Таймыра, несколько сот километров от побережья. Включены также арктические острова, в том числе архипелаг Северная Земля.
Ямало-Ненецкий автономный округ: в пограничную зону входит полоса в 10 км вдоль морского побережья, за вычетом посёлка, порта и аэропорта Сабетта.
Ненецкий автономный округ: полоса шириной 20 км вдоль побережья (включающая поселок Амдерма) и все острова, в том числе Вайгач и Колгуев.
Архангельская область: полоса вдоль побережья, включающая город Мезень, а также все острова, включая архипелаги Новая Земля и Земля Франца-Иосифа. Если приказ воспринимать буквально, то в пограничную зону включены также все острова Белого моря, в том числе Соловецкий архипелаг. Было специальное разъяснение ФСБ о том, что Соловецкий архипелаг не входит в пограничную зону.
Калининградская область: полоса вдоль сухопутной границы, включающая города Советск, (полоса вдоль реки Неман), Неман, Багратионовск, Мамоново, а также Куршская коса и Балтийская коса с городом Балтийск. На практике самым труднодоступным является Железнодорожный, поселок городского типа на границе с Польшей.
Республика Крым: Приказом ФСБ России от 26 ноября 2014 г. № 659 на территории от северной границы села Соляное до границы с Херсонской областью установлена российская пограничная зона. Фактически больше половины южной части Арабатской косы.

## Фактическая отмена пограничной зоны в Беларуси
Как сообщает официальный сайт Государственного пограничного комитета Республики Беларусь, с 5 февраля 2009 года в этой стране вступило в силу новое законодательство. Теперь для посещения погранзоны гражданином Республики Беларусь или резидентом этой страны необходимо лишь устное уведомление по телефону и уплата госпошлины в 02 базовой величины (около 2 евро). Сайт Госпогранкомитета подчёркивает, что вступившее в силу законодательство о погранзоне гораздо либеральнее, чем «у наших ближайших соседей».
С 1 января 2017 года плата за посещение пограничной зоны для граждан Республики Беларусь отменена, при посещении режимной территории необходимо всего лишь иметь с собой документ, удостоверяющий личность.

## Фактическая отмена и возрождение пограничной зоны на Украине
Пограничная зона на Украине фактически отсутствует, хотя таблички указывающие на ее наличие установлены. В 2023 на границах Украины с РФ и Белоруссией снова введена специальная двухкилометровая погранзона. Все земли независимо от формы собственности будут находиться в ведении погранслужбы Украины .

## Пограничные зоны в других странах

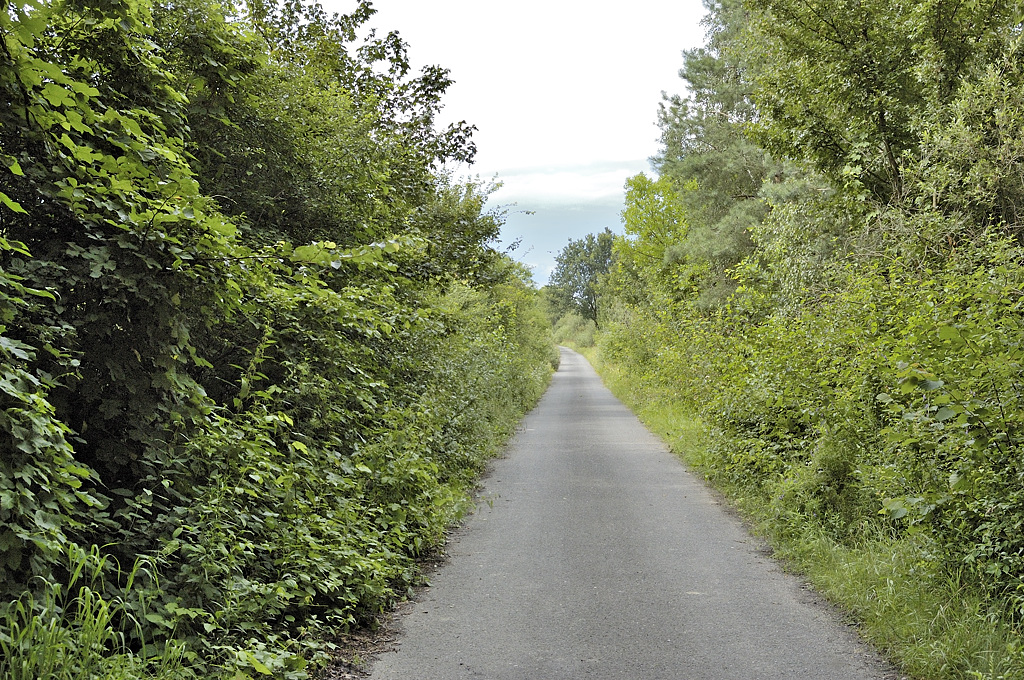
Так называемая «сигнальная дорога» на чехословацко-австрийской границе, расположенная в 400 метрах от границы за заграждениями U-60 в пограничной зоне, использовалась до 1990 года для перехвата нарушителей погранслужбой ЧССР.

На территории Норвегии и Эстонии пограничных зон не существует. Поэтому в интернете можно довольно часто видеть фотографии путешественников на фоне норвежских и эстонских пограничных знаков, и, соответственно, в 10-15 метрах от российских пограничных знаков.
На территории Финляндии существует пограничная зона шириной до 4 км по воде и до 3 км по суше. На практике по воде погранзона достигает указанных 4 км, а по суше — значительно уже — от 400 м до 2 км, в отделённых районах Лапландии — до предельных 3 км. Если вблизи границы расположен посёлок, хутор или какой-либо объект, хоть как-то интересный туристам, он будет обязательно вне погранзоны. Не исключением является и крайняя восточная точка Финляндии на озере Вирмаярви, проезд к которой изъят из погранзоны. Выдача пропусков в финскую погранзону является разрешительным мероприятием.
На территории Литвы существует погранзона шириной в 1 км.

## Наказания за посещение погранзоны без документов
Российское законодательство предусматривает штрафы за посещение пограничной зоны без документов, которые приблизительно равны штрафам за непристёгнутый ремень при езде в автомобиле.
Уголовный Кодекс РФ содержит лишь статью 322. «Незаконное пересечение Государственной границы Российской Федерации», о пограничной зоне там ни слова.
Кодекс РФ об административных правонарушениях содержит довольно обширную главу 18: «Административные правонарушения в области защиты государственной границы Российской Федерации и обеспечения режима пребывания иностранных граждан или лиц без гражданства на территории Российской Федерации». О погранзоне гласит статья 18.2, пункт 1: «Нарушение правил въезда (прохода) в пограничную зону, временного пребывания, передвижения лиц и (или) транспортных средств в пограничной зоне — влечет предупреждение или наложение административного штрафа в размере от пятисот до одной тысячи рублей.»
Нельзя забывать, что ст. 4.5 упомянутого кодекса гласит:

Давность привлечения к административной ответственности:
1. Постановление по делу об административном правонарушении не может быть вынесено по истечении двух месяцев со дня совершения административного правонарушения".

То есть пограничники должны успеть провести суд в течение двух месяцев, с момента поимки путешественника в погранзоне.
Сотрудники пограничных органов могут сразу оформить Протокол об административном правонарушении, а могут произвести доставление (ст. 27.2 КоАП РФ), которое обязательно оформляется Протоколом о доставлении, либо записью о доставлении в протоколе об административном правонарушении или в протоколе об административном задержании.
По окончании доставления в место, удобное с точки зрения пограничников для оформления протокола, они могут выбрать такую меру как административное задержание (ст. 27.3 КоАП), на срок до 3-х часов (если при путешественнике есть внутренний паспорт). Эти 3 часа начинают отсчитываться с момента окончания Доставления. Об Административном задержании обязательно составляется протокол, копию которого по просьбе путешественника ему обязательно выдается.
Путешественник сам решает, добровольно ли платить штраф, либо подать в суд.
Кроме того, при сохранении протокола путешественник юридически может посещать погранзону по нему, а в случае повторной поимки утверждать, что погранзону не покидал, и продолжает совершать длящееся административное правонарушение, за которое уже оштрафован. Повторный штраф в этом случае не применяется (см. КоАП России, максимальный срок нахождения без регистрации — 90 дней). Такое действие не проходит, если местом доставления был офис погранслужбы вне погранзоны. В этом случае, за повторное посещение погранзоны — придется платить штраф с применением всех вышеперечисленных процедур ещё раз.